# Beisebol nos Jogos Pan-Americanos de 2015
Os torneios de beisebol nos Jogos Pan-Americanos de 2015 foram realizados entre 11 e 26 de julho no President's Choice Ajax Pan Am Ballpark, em Ajax. O beisebol é um dos oito esportes do Pan que não fazem parte do programa atual dos Jogos Olímpicos (esteve pela última vez em Pequim 2008).
Pela primeira vez foi realizado um torneio feminino, após aprovação da Organização Desportiva Pan-Americana em 2013, com apenas cinco equipes participantes, únicas das Américas filiadas a Federação Internacional de Beisebol. Todas as equipes integraram um grupo único, onde todas se enfrentam, classificando a melhor diretamente a final. As duas equipes seguintes na classificação disputaram uma semifinal, com a vencedora completando a final e perdedora ficando com a medalha de bronze.
No torneio masculino a participação foi de sete equipes, onde na primeira fase elas integraram um grupo único com todas se enfrentando, classificando as quatro melhores para as semifinais. As vencedoras das semifinais disputam a medalha de ouro e as perdedoras a de bronze.

## Calendário
| Julho    | 7 | 8 | 9 | 10 | 11 | 12 | 13 | 14 | 15 | 16 | 17 | 18 | 19 | 20 | 21 | 22 | 23 | 24 | 25 | 26 |
| -------- | - | - | - | -- | -- | -- | -- | -- | -- | -- | -- | -- | -- | -- | -- | -- | -- | -- | -- | -- |
| Beisebol |   |   |   |    |    |    |    |    |    |    |    |    | 1  |    |    |    |    |    |    | 1  |

|  | Dia de competição |  | Dia de final |

## Países participantes
Um total de oito delegações enviaram equipes para as competições de beisebol. Canadá, Cuba, Estados Unidos e Porto Rico participaram tanto do torneio masculino quanto do feminino.
| - CAN Canadá (42) - COL Colômbia (24) - CUB Cuba (42) - USA Estados Unidos (42) | - NCA Nicarágua (24) - PUR Porto Rico (42) - DOM República Dominicana (24) - VEN Venezuela (18) |

## Medalhistas
| Evento             | Ouro | Prata | Bronze |
| ------------------ | --- | --- | --- |
| Masculino detalhes | Jasvir Rakkar Scott Richmond Andrew Albers Phillippe Aumont Shane Dawson Kellin Deglan Jeff Francis Tyson Gillies Shawn Hill Jesse Hodges Sean Jamieson Brock Kjeldgaard Jordan Lennerton Christopher Leroux Kyle Lotzkar Jared Mortensen Tyler O'Neill Peter Orr Christopher Robinson Evan Rutckyj Timothy Smith Skyler Stromsmoe Rene Tosoni Brock Dykxhoorn CAN Canadá | Tyler Pastornicky Albert Almora Travis Jankowski Jeffery Bianchi Casey Kotchman Zach Eflin Nate Smith Brian Bogusevic Josh Hader Paul Sewald Thomas Murphy Jacob Wilson Buddy Baumann Casey Coleman Scott McGregor Jake Barrett Jake Thompson Brian Ellington Aaron Blair Patrick Kivlehan David Huff Johnathan Williamson Andrew Parrino Cameron Gallagher USA Estados Unidos | Alfredo Despaigne Alexander Malleta Yosvany Alarcón Freddy Álvarez Lázaro Blanco Yorbis Borroto Yennier Cano Erly Casanova Frederich Cepeda José García Raúl González Yander Guevara Ismel Jiménez Yulexis La Rosa Yordan Manduley Héctor Mendoza Liván Moinelo Frank Morejón Rudy Reyes Roel Santos Yosbany Torres Yoennis Yera Urmaris Guerra William Saavedra CUB Cuba |
| Feminino detalhes  | Marti Sementelli Brittany Gomez Jenna Marston Veronica Gajownik Malaika Underwood Veronica Alvarez Anna Kimbrell Sarah Hudek Nicole Rivera Stacy Piagno Ryleigh Buck Kelsie Whitmore Samantha Cobb Jade Gortarez Michelle Snyder Tamara Holmes Cydnee Sanders Alex Fulmer USA Estados Unidos                                                                              | Kelsey Lalor Vanessa Riopel Autumn Mills Nicole Luchanski Stéphanie Savoie Katherine Psota Heidi Northcott Melissa Armstrong Daniella Matteucci Jenna Flannigan Ashley Stephenson Jessica Bérubé Claire Eccles Veronika Boyd Bradi Wall Amanda Asay Jennifer Gilroy Rebecca Hartley CAN Canadá                                                                                 | Marianne Pérez Astrid Rodríguez Daily Giménez María Rincón Patricia Segovia Kerlys Pérez Sor Brito Lelis Gómez Migreily Angulo Osmari García Giddelys Cumaná Leonela Reyes Maigleth Torres Oriannys Hernández Ofelia Arrieche Esquia Rengel Ingrid Escobar Dayvis Cazorla VEN Venezuela                                                                                   |

## Quadro de medalhas
| Ordem | País               | Medalha de ouro | Medalha de prata | Medalha de bronze |   |
| ----- | ------------------ | --------------- | ---------------- | ----------------- | - |
| 1     | CAN Canadá         | 1               | 1                |                   | 2 |
|       | USA Estados Unidos | 1               | 1                |                   | 2 |
| 3     | CUB Cuba           |                 |                  | 1                 | 1 |
|       | VEN Venezuela      |                 |                  | 1                 | 1 |
| TOTAL | TOTAL              | 2               | 2                | 2                 | 6 |